# Лопаткин, Артём Евгеньевич
Артём Евге́ньевич Лопа́ткин (8 августа 1975, Иваново, РСФСР, СССР) — украинский и российский футболист.

## Карьера
Родился в Иванове и футболом начал заниматься там. По семейным обстоятельствам уехал на Украину, где и начал свою профессиональную карьеру.
Сначала играл во втором украинском дивизионе за команду «Динамо» (Саки). Затем перебрался в алчевскую «Сталь», где отыграл 7 лет. Сезон 2000/01 он провёл в чемпионате Украины, сыграл 21 игру и забил 1 гол. В розыгрыше Кубка Украины 1998/99 забил 8 мячей и наряду с Вячеславом Тищенко стал лучшим бомбардиром турнира. В 1/32 финала Кубка против луганской «Зари» забил 5 мячей в одном матче, установив рекорд турнира.
В 2004 году Лопаткин перешёл в латвийский «Динабург». В следующем году вернулся в Россию, выступал в «Спартаке» из Луховиц, «Наре-Десне», тверской «Волге», пока не вернулся в «Текстильщик». В первых двух играх за клуб забил 4 мяча и в итоге стал лучшим бомбардиром команды, забив 15 мячей. Но уже по ходу следующего сезона Лопаткин покинул «Текстильщик». Поиграв полгода в «Зеленограде», перешёл в мурманский «Север», но после первого круга был отзаявлен из команды.
Летом 2011 года перешёл в вичугский «Кооператор» из ЛФЛ.